# Moses Reines
Moses Reines (* 1870 in Lida, Litauen; † 7. März 1891 in Lida) war der Verfasser historischer Schriften zur jüdischen Kultur in Russland sowie zur Geschichte verschiedener Jeschiwot in Russland. Wichtig ist vor allem sein Werk „Dor wechachamaw“ („Geschichtsbilder aus der Gegenwart. Beitrag zur Geschichte der jüdischen Literatur“), Krakau 1890.
Moses Reines war der Sohn von Jizchak Jakob Reines.